# 藤本義彦
藤本 義彦（ふじもと よしひこ、1964年 - ）は、日本の国際政治学者、市民活動家。専門はアフリカ政治学。広島アフリカ講座代表。

## 来歴
広島県出身。広島県立広島皆実高等学校、広島大学法学部法学科を経て、広島大学大学院社会科学研究科国際社会論専攻に進学。在学中、講談社の奨学金、「野間アジア・アフリカ留学生奨学金」を得て、南アフリカに、アパルトヘイトの研究のために、1993年3月から2年間、ヨハネスブルグ市、ヴィットバーテルスラント大学社会調査高等研究所に留学した。帰国後、大学院に復学。広島経済大学非常勤講師をへて、1996年から広島経済大専任講師。1999年に助教授、2006年に教授。現在は退職。
2004年、世界平和ミッション（広島国際文化財団主催）第1陣として「中東・アフリカ」地域に派遣。現在は大島商船高等専門学校で非常勤講師として務めている。

## 主たる業績
アフリカ政治学、とりわけ南アフリカ政治学の研究者である。
広島世界平和ミッション第1陣に参加した。

## 所属する学会
- 日本国際政治学会
- 日本平和学会
- 日本アフリカ学会

## 著作
単行本
- 『アフリカ国家を再考する』 龍谷大学 社会科学研究所叢書 第65巻、川端正久・落合雄彦[編] 晃洋書房 ISBN 4-7710-1730-1 のうち「第15章　南アフリカにおける核開発政策と国家の民主化」を、藤本が執筆。
- 『南アフリカと民主化 マンデラ政権とアフリカ新時代』 川端正久編 佐藤誠編 勁草書房 ISBN 4-326-35088-1 のうち、「アパルトヘイト撤廃と民主主義の出発」を藤本が執筆。
- 『南アフリカの政治経済学―ポスト・マンデラとグローバライゼーション』・佐藤誠編著 明石書店 ISBN 9784750310305 (4750310301)　のうち、「4章 民族分断と国民統合」を藤本が執筆

雑誌記事
- 1989年〔佐藤幸男との共著〕「国連とアパルトヘイト—国連における投票行動を中心として」『広島平和科学』(Hiroshima peace science) 12号、広島大学平和科学研究センター、pp.133-176。ISSN 0386-3565。
- 1991年〔訳〕Anatol Rapoport著「環境保護--グローバルな統合にむけての触媒のひとつとして」『広島平和科学』(Hiroshima peace science) 14号、広島大学平和科学研究センター、pp.1-21。ISSN 0386-3565。
- 1994年 フランスレポート｢フランスの平和情勢｣
- 日本貿易振興会 定期刊行物 アフリカレポート「南アフリカ共和国初の普通選挙」1994年
- 1996年12月「植民地的支配構造を乗り越えて (特集 15億人の貧困)」『国際協力』 500号、国際協力機構、pp.18-19。ISSN 0285-7928。
- 1998年11月 ｢日仏同盟の国際的影響力｣
- 2000年11月「書評 Gerard Kester and Ousmane Oumarou Sidibe eds.,Trade Unions and Sustainable Democracy in Africa」『アジア経済』(Monthly journal of Institute of Developing Economies) 41(10・11)、日本貿易振興機構アジア経済研究所研究支援部、pp.254-257。ISSN 0002-2942。
- 2002年9月「広島経済大学経済学会研究集会報告 環インド洋地域における国際地域協力体制の構築について」『広島経済大学研究論集』  25(2)、広島経済大学経済学会、pp.59-61。ISSN 0387-1444。